# Loaded (canción de Ricky Martin)
«Loaded» es una canción del artista puertorriqueño Ricky Martin,  extraída de su sexto álbum de estudio, Sound Loaded. Se lanzó el 16 de abril de 2001 a través de Columbia Records como el tercer sencillo del disco.

## Información general
"Loaded" alcanzó su punto máximo dentro de los veinte primeros en Suecia (número catorce), España (número dieciocho), y el Reino Unido (número diecinueve). En el Billboard Hot 100 , el sencillo alcanzó el número noventa y siete.
El video musical, dirigido por Bob Giraldi, fue emitido en mayo de 2001.
"Loaded" fue nominada en la categoría "Latin Dance Maxi-single del Año" en los Premios "Latin Billboard" de la Música 2002.

## Formatos y listas de canciones
| Australia CD maxi-sencillo 1. "Loaded" – 3:52 2. "Loaded" (Fused - Re-Loaded Mix 03) – 3:41 3. "Loaded" (Monetshot - Edit) – 4:06 4. "Loaded" (Can 7 - Radio Flag Mix) – 4:35 5. "Loaded" (Robbie Rivera - Diskofied Vocal Mix) – 6:53 6. "Nobody Wants to Be Lonely" (Jazzy Remix Radio Edit) – 3:55 Europa CD sencillo 1. "Loaded" (George Noriega Radio Edit 1) – 3:14 2. "Loaded" (Robbie Rivera Diskofied Vocal Mix) – 6:51 Europa CD maxi-sencillo 1. "Loaded" (George Noriega Radio Edit 1) – 3:14 2. "Loaded" (Robbie Rivera Diskofied Vocal Mix) – 6:51 3. "Loaded" (Can 7 - Dame Más Fairground Mix) – 4:00 4. "Loaded" (Video) – 4:11 | Japón CD maxi-sencillo 1. "Loaded" – 3:53 2. "Nobody Wants to Be Lonely" (Duet Radio Edit) – 4:11 3. "Solo Quiero Amarte" (Radio Edit) – 3:59 Estados Unidos CD maxi-sencillo 1. "Loaded" (George Noriega Radio Edit 1) – 3:14 2. "Loaded" (Almighty Mix) – 7:58 3. "Loaded" (Almighty Dub Mix) – 7:59 4. "Loaded" (Robbie Rivera Diskofied Vocal Mix) – 6:51 5. "Loaded" (Fused Re-Loaded Mix) – 8:20 |

## Listas

### Listas semanales
| País              | Listas (2001)                     | Mejor posición |
| ----------------- | --------------------------------- | -------------- |
| Alemania          | Media Control Charts              | 74             |
| Australia         | ARIA Charts                       | 66             |
| Bélgica (Flandés) | Ultratop                          | 15             |
| España            | PROMUSICAE                        | 18             |
| Estados Unidos    | Billboard Hot 100                 | 97             |
| Estados Unidos    | Billboard Hot Dance Singles Sales | 6              |
| Estados Unidos    | Billboard Tropical Songs          | 23             |
| Finlandia         | Suomen musiikkilistoilla Top 50   | 41             |
| Holanda           | Dutch Single Top 100              | 80             |
| Irlanda           | Irish Singles Chart               | 45             |
| Reino Unido       | UK Singles Chart                  | 19             |
| Suecia            | Sverigetopplistan                 | 14             |
| Suiza             | Schweizer Hitparade               | 87             |

| País  | Lista (2001)     | Posición |
| ----- | ---------------- | -------- |
| Suiza | Årslista Singlar | 100      |